# Gruppo di intervento speciale
Il Gruppo Intervento Speciale (GIS) è un Reparto d'élite dell'Arma dei Carabinieri, qualificato come Forza speciale (TIER1) delle Forze Armate Italiane, insieme al "Col Moschin" dell'Esercito, al Gruppo Operativo Incursori del ComSubin della Marina, e al 17º Stormo incursori dell’Aeronautica Militare.
Il GIS ha una duplice natura: nato nel 1978 come unità d'élite delle Forze dell’Ordine (teste di cuoio), dagli anni novanta il Reparto ha operato e opera in diversi Teatri di guerra (Balcani, Afghanistan, Iraq, Africa ecc.) nonché in tutti i Paesi dove le sedi diplomatiche italiane si trovano più a rischio, e nel 2004 è stata validata come unità delle Forze Speciali italiane, predisposta per ogni tipo di operazione speciale ad alto rischio nei Teatri internazionali.
Il GIS è inquadrato nella Seconda Brigata Mobile Carabinieri e dipende operativamente dal Comando interforze per le Operazioni delle Forze Speciali. I suoi componenti, a differenza delle altre Forze Speciali italiane, oltre alla qualifica di Incursore, hanno anche quella di Pubblica Sicurezza, quella di ufficiali di polizia giudiziaria per i Marescialli ed i Brigadieri e di agente di polizia giudiziaria per i carabinieri e gli appuntati.
Il GIS è considerato uno dei migliori reparti di forze speciali al mondo per quanto riguarda l'antiterrorismo, svolgendo compiti altamente strategici e operazioni speciali ad alto rischio sia sul territorio nazionale che all'estero per la difesa degli interessi nazionali.

## Storia

### Origini
Durante gli anni settanta del secolo scorso (i cosiddetti anni di piombo) le istituzioni politiche e civili italiane subirono un violento assalto da parte di gruppi terroristici endemici. Sebbene il Governo non avesse preso delle iniziative ufficiali, nei reparti d'élite delle forze armate e di polizia furono create unità per lo sviluppo e la sperimentazione di tecniche di intervento in situazioni di crisi in presenza di ostaggi.
A seguito del successo dell'operazione Feuerzauber (Fuoco Magico) del 18 ottobre 1977, condotta dai tedeschi del GSG-9 che in Somalia riuscirono a liberare 86 passeggeri e 3 membri dell'equipaggio del volo Lufthansa 181 dirottato ed ancora in mano ai terroristi, l'allora ministro degli interni Francesco Cossiga, ordinò la creazione di UN.I.S. (Unità di intervento speciale) così da affiancare alle investigazioni anti-terrorismo, anche azioni di "commando". Il 24 ottobre del 1977 fu così emanata la direttiva del Ministero dell’Interno per la costituzione di unità operative per operazioni speciali anti-terrorismo.

### Teste di cuoio
Così i vertici dei Carabinieri  decisero di attingere dal "1º Battaglione Carabinieri Paracadutisti Tuscania" (all'epoca guidato dal Colonnello Romano Marchisio poi diventato Generale di Brigata) per il Gruppo Intervento Speciale che fu il primo Reparto di "Teste di Cuoio" ad essere istituito ufficialmente, il 6 febbraio 1978, dal Comando Generale dell'Arma. Contemporaneamente la polizia di Stato specializzò ulteriormente alcuni uffici per appoggiare le azioni antiterrorismo dell'UCIGOS, istituendo i NOCS.
Il Reparto era composto da 36 Carabinieri Paracadutisti, compresi gli Ufficiali, e diviso in due Sezioni. Il primo impiego fu, un mese dopo, la ricerca di covi delle BR durante il rapimento Moro.
Questa unità dei Carabinieri poteva agire sia in ambito di Polizia Giudiziaria/Ordine Pubblico che in ambito militare, come peraltro il 1º Reggimento Carabinieri Paracadutisti "Tuscania" ed il 13º Reggimento Carabinieri "Friuli Venezia Giulia".
L'esordio pubblico dei GIS avvenne a Trani (BT) il 29 dicembre 1980 coordinata da Antonio Pappalardo. Nel carcere scoppiò una rivolta capeggiata da terroristi. Sull'edificio cominciarono a volteggiare elicotteri dai quali si calarono velocemente gli uomini del GIS mascherati. Ripresero il controllo della prigione in pochi minuti nonostante i tanti cancelli saldati dai rivoltosi per ostacolare un intervento dall'esterno.

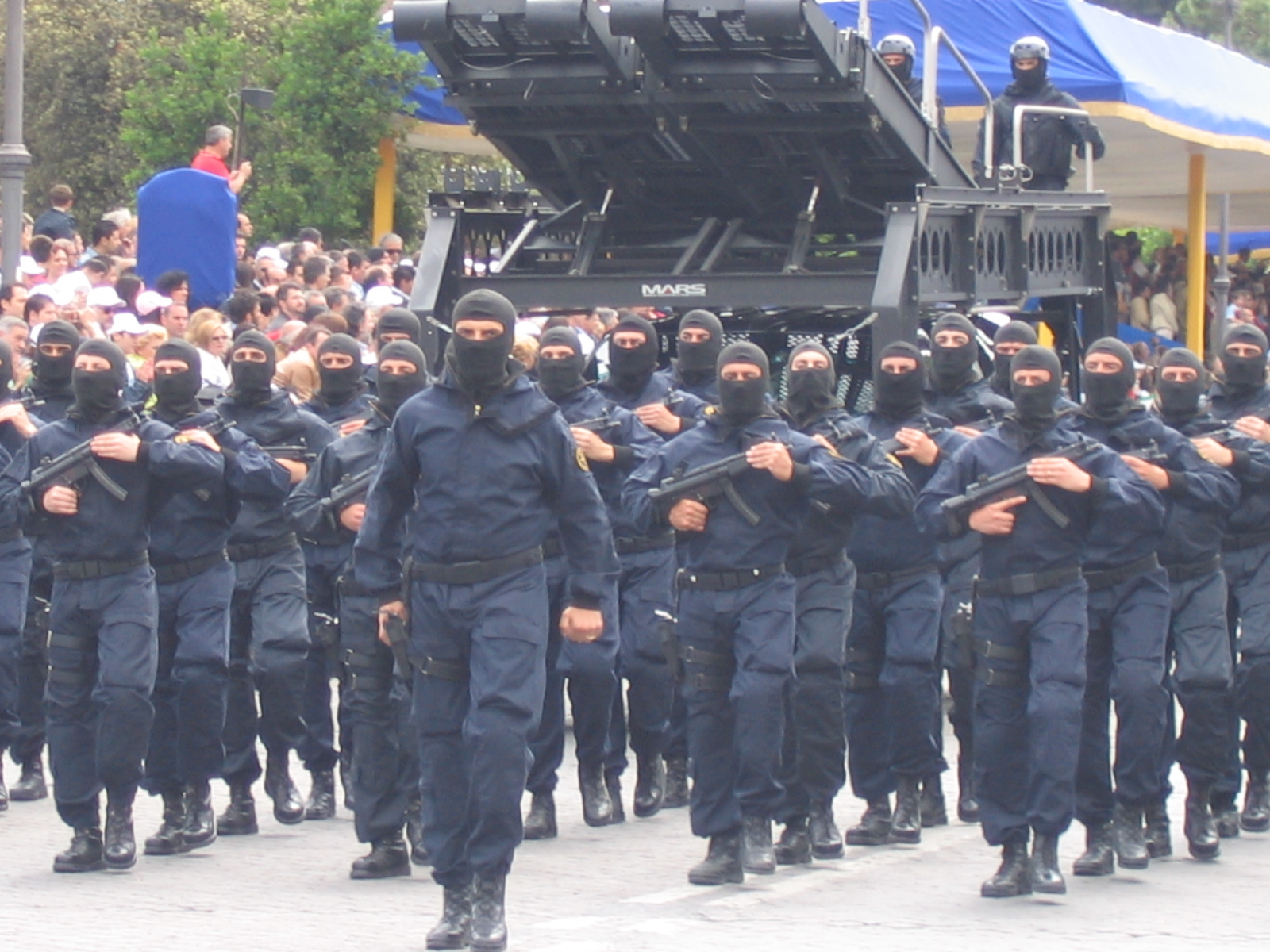
Reparto del GIS nel 2006

### Forze speciali
Il 2004 è un anno di grande evoluzione per il reparto. In ambito italiano, il reparto si qualifica come forza speciale di livello uno  (TIER 1), accanto alle unità speciali delle altre forze armate; in ambito estero, invece, il GIS entra a far parte dell'ATLAS Network, un'organizzazione dell'Unione Europea comprendente le unità tattiche di polizia di tutti i paesi membri, più quelle di alcuni paesi extra-UE, nata per aggiustare, a livello sovranazionale, gli standard prestazionali delle unità antiterroristiche europee.
Con decreto del Presidente della Repubblica del 22 aprile 2020 è stata concessa la bandiera di guerra al Gruppo di Intervento Speciale dei Carabinieri.

## Organizzazione[11]
Inquadrato dal 2001 nella 2ª Brigata mobile carabinieri, dipende per l'impiego dal Comando Generale dell'Arma dei Carabinieri.
Per le operazioni all'estero dipende dal Comando interforze per le operazioni delle forze speciali dello stato maggiore della Difesa, con sede all'aeroporto "Francesco Baracca" di Centocelle-Roma. Per quanto riguarda eventuali interventi in ambito civile e ordine pubblico, il GIS dipende dal Comandante generale dell'Arma dei Carabinieri.
Oltre alla qualifica di incursore, i suoi membri hanno anche quella di agente di pubblica sicurezza.
Il numero esatto del personale operativo è un'informazione riservata, si sa però che il gruppo è organizzato a livello di compagnia, ed è per questo suddiviso in:
- un Nucleo Comando, con funzioni burocratiche e amministrative[11];
- una Sezione Pianificazione Operativa, il cui compito è quello di produrre piani di intervento per obiettivi complessi - aerei, treni, autobus, infrastrutture pubbliche, ecc. - pianificare e revisionare le procedure interne all'unità nonché esaminare, sviluppare e revisionare nuovi materiali ed equipaggiamenti;
- un Nucleo Negoziatori, che può intervenire anche all'estero. Esso fornisce capacità durante operazioni del GIS, per unità territoriali dell'Arma, durante le missioni delle unità speciali in generale e per altre autorità. Inoltre, i suoi membri partecipano a seminari speciali con unità estere e si addestra giornalmente con le unità operative del reparto per avere una completa sinergia;
- una Sezione Addestrativa, al cui interno vi sono gli istruttori di varie discipline e già effettivi alle sezioni operative aventi il compito di formare e addestrare gli operatori, oltreché effettuare corsi a favore di personale esterno;
- una Sezione Tiratori Scelti e Ricognitori, composta da operatori specializzati nel tiro di precisione, nelle attività di ricognizione di obiettivi e nell'intelligence. La sezione è ulteriormente suddivisa in un distaccamento tecnico, preposto alla manutenzione degli equipaggiamenti speciali e alla progettazione nonché sperimentazione di materiali, e in un numero ignoto di squadre, composte ognuna da quattro tiratori armati di vari fucili di precisione, sia bolt-action che semiautomatici[11];
- una Sezione Tecnica, responsabile delle comunicazioni radio. Inoltre la sezione si occupa di testare ed esaminare nuovi equipaggiamenti comunicativi;
- quattro Sezioni Operative[11], ciascuna avente quattro distaccamento operativi. Tali distaccamenti contengono al loro interno quattro operatori, ovvero:
  - il comandante;
  - uno specialista in esplosivi;
  - uno specialista in arrampicata;
  - uno specialista in equipaggiamenti.

### Fasi operative[14]
In ogni momento c'è un'aliquota sempre pronta all'impiego immediato, mentre una seconda è pronta all'intervento entro tre ore dalla sua attivazione; l'intero reparto, invece, può intervenire entro le ventiquattro ore. A questo scopo hanno sempre a disposizione alcuni Agusta-Bell AB 412 o AgustaWestland AW109 in dotazione ai carabinieri dell'elinucleo di Pisa e un aereo da trasporto della 46ª Brigata Aerea dell'Aeronautica Militare di stanza nella vicina Pisa che, quando necessario, può fornire i velivoli Lockheed C-130 Hercules o Alenia C-27J Spartan. Nei casi più urgenti un nucleo avanzato precede la sezione operativa al fine di pianificare la strategia di intervento in base ad informazioni di prima mano.
Le fasi operative in cui è suddivisa l'attività del GIS sono sei:
- allarme (ordinato dalla Sala Operativa del Comando Generale dell'Arma);
- approntamento del personale (strutturato su un sistema modulare: una prima aliquota di operatori è ad approntamento immediato, una seconda è operativa entro 3 ore, mentre l'intero reparto è attivabile entro 24 ore);
- trasferimento in zona d'impiego (può essere effettuato con autovetture veloci e speciali, con elicotteri AB 412 dell'Elinucleo Carabinieri di Pisa, oppure con velivoli C 130 e C-27J della 46ª Aerobrigata di stanza a Pisa);
- schieramento del dispositivo;
- intervento;
- evacuazione.

## Compiti

### Controterrorismo
Il Dipartimento della pubblica sicurezza del Ministero dell'interno può impiegare i GIS per la liberazione di ostaggi da aerei, navi, treni, autobus ed edifici. Vengono altresì impiegati a protezione di obiettivi sensibili da attacchi terroristici o criminali e per garantire la sorveglianza e la sicurezza in occasione di eventi ad alto rischio.
I GIS sono inoltre impiegati dal Comando generale dell'Arma dei Carabinieri per garantire la sicurezza di personalità minacciate o per coadiuvare le unità territoriali in situazioni di crisi come rapimenti e cattura di criminali, latitanti o evasi pericolosi.
Occasionalmente sono incaricati anche dell'addestramento di personale delle forze speciali e di polizia estere.

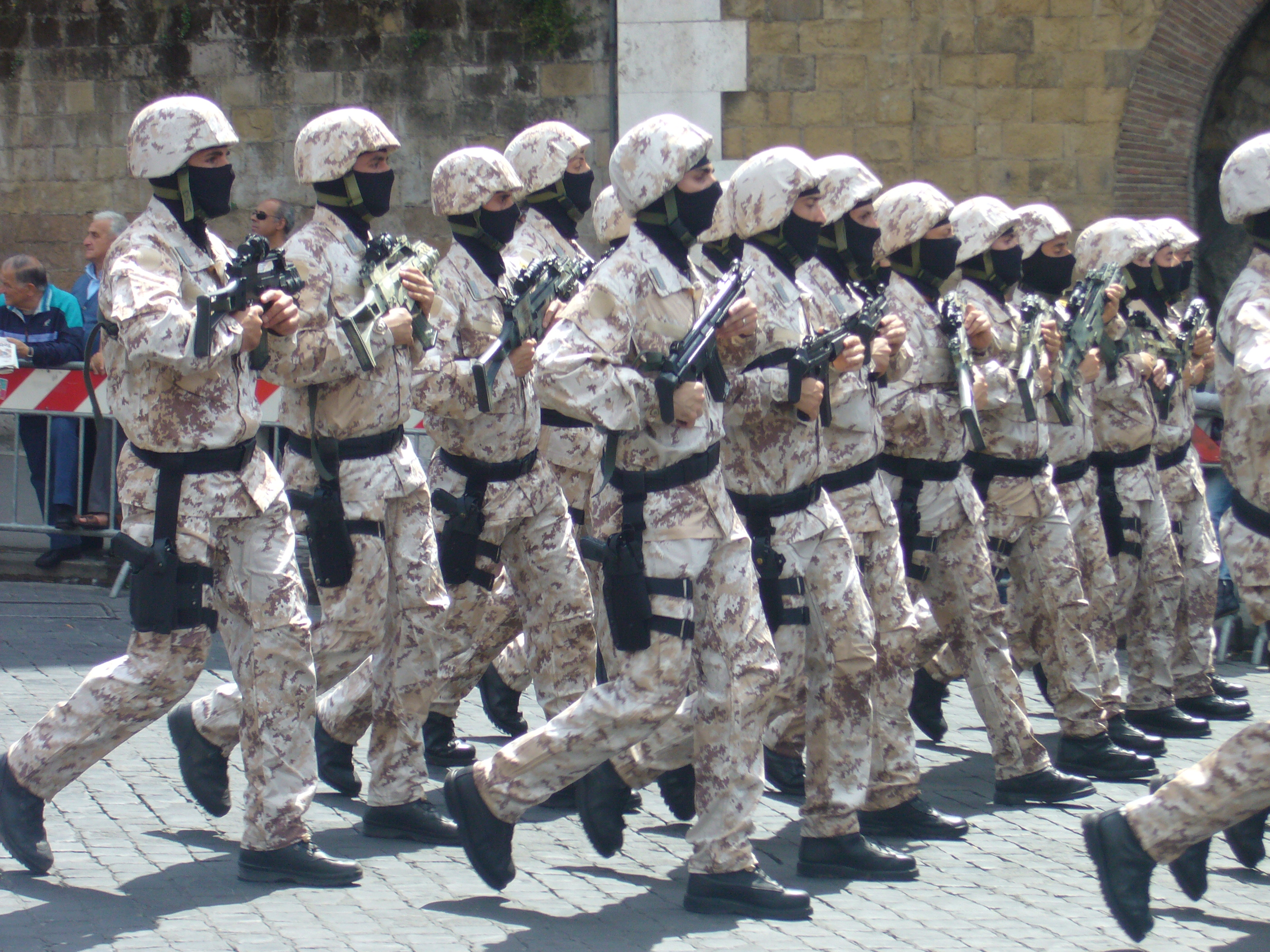
GIS in tenuta desertica per operazioni all'estero, nel 2010

In Italia sebbene il GIS sia l'unico reparto di incursori che opera sul territorio, esistono altri reparti che hanno compiti di controterrorismo nell'ambito dell'ordine pubblico. Oltre ai GIS anche i NOCS (Nucleo Operativo Centrale di Sicurezza) della Polizia di Stato e gli ATPI della Guardia di Finanza operano in azioni antiterrorismo e controterrorismo.
Alle suddette unità possono essere affiancate le forze speciali sotto la gestione del Comando interforze per le Operazioni delle Forze Speciali (COFS). Dal 2015 sono state ricostituite le UnIS (Unità d’Intervento Speciale) del Ministero dell’Interno e Task Unit Antiterrorismo a Roma e Milano, nelle quali al GIS viene fornito supporto tattico da parte del Reggimento carabinieri paracadutisti "Tuscania".

### Operazioni speciali
Essendo Incursori delle forze speciali sono dispiegabili fuori dall'Italia in occasione di interventi internazionali di peace-keeping/peace-enforcing, per condurre tutto lo spettro delle operazioni speciali in qualsiasi ambiente o per la protezione di ambasciate, basi, cittadini o interessi italiani.
A partire dal 2004, il Gruppo d'intervento speciale, da unità antiterrorismo è stata validata come forza speciale dallo stato maggiore della Difesa, enfatizzando maggiormente la preparazione per i dispiegamenti nelle basi militari all'estero. In forza di ciò, l'attivazione dell'unità per operazioni fuori area viene richiesta direttamente dal "COFS" (Comando interforze per le Operazioni delle Forze Speciali).
Dal 2016 opera anche su richiesta dei servizi d'intelligence dell'AISE, per singole missioni riservate all'estero, colmando una lacuna rispetto ai servizi di altri paesi.

## Selezione e addestramento[19]
All'interno del GIS vige la convinzione che le attività di antiterrorismo richiedono un altissimo grado di conoscenze specifiche, precisione e una grande coordinazione a livello tattico e operativo. Anche in presenza del più alto livello di supporto tecnico possibile, il fattore umano è sempre decisivo.
Per questo gli standard degli aspiranti incursori è assai elevato. Gli aspiranti GIS provengono dal 1º Reggimento carabinieri paracadutisti "Tuscania", dove essi devono aver completato almeno due anni di servizio; l'età massima consentita è di 32 anni. Questo consente al GIS di avere già un'ottima base da cui poter alimentare il reparto. Nonostante ciò, molti falliscono il processo di selezione, che parte ufficialmente con esami fisici e psicologici.
Una volta superati questi test, si passa al corso di durata semestrale per diventare operatore del GIS. L'addestramento include diverse capacità da acquisire:
- tecniche di combattimento ravvicinato e autodifesa;
- tiro rapido e preciso con pistole, fucili e mitragliette;
- maneggio di esplosivi e liquidi speciali, in linea con le procedure stabilite dalla Scuola del genio dell'Esercito Italiano;
- arrampicata e sciata, effettuati presso la scuola carabinieri di Selva di Val Gardena;
- protezione e scorta, ovvero i metodi per la protezione di una persona e le tecniche di guida dei veicoli blindati;
- discesa in corda doppia e altre tecniche per la discesa rapida da edifici ed elicotteri;
- combattimento corpo a corpo e tecniche di sicurezza e ricerca;
- maneggio di armi ed equipaggiamenti speciali.

L'addestramento è svolto in condizioni e ambienti reali, così da abituare i futuri GIS ai momenti di stress che possono sopraggiungere e incrementare gradualmente il livello prestazionale dei singoli operatori; inoltre essi vengono preparati a calcolare i rischi, o quantomeno a prenderli in considerazione, così da prepararli tatticamente e mentalmente ai loro futuri compiti.

### Corsi di perfezionamento e specialità
Una volta diventati operatore GIS, i nuovi operatori vengono assegnati ai vari Distaccamenti Operativi. Tuttavia viene richiesto loro di specializzarsi in almeno uno dei seguenti corsi:
- paracadutismo, con la Tecnica della Caduta Libera (TCL), sia HALO che HAHO;
- tiratore scelto;
- esperto in IED;
- medicina tattica, svolta presso il prestigioso corso 18 Delta delle forze speciali statunitensi;
- istruttore di tiro;
- istruttore presso la scuola di montagna;
- sommozzatore combattente, che è addestrato all'esecuzione di operazioni, principalmente di ricognizione o sorveglianza speciale, inerenti qualsiasi obiettivo lacustre, fluviale o marittimo;
- istruttore di combattimento ravvicinato;
- istruttore delle tecniche di guida tattica.

## Armamento[20][21]
L'armamento d'ordinanza del Reparto sono le Pistole Glock, utilizzate in diversi modelli nel calibro .45 ACP e 9x19 millimetri; di esse, la più comunemente utilizzata è la Glock 17, considerata più pratica per la presenza della slitta nella parte anteriore/inferiore del fusto, atta all'inserimento di torce tattiche e/o puntatori laser, mentre la versione calibrata in .40 S&W è utilizzata durante le scorte a VIP. Per quanto riguarda l'arma lunga, di solito il GIS impiega la Heckler & Koch MP5 in versione A5 e A3 SD, mentre durante le scorte impiega la versione K (Kurz, ovvero corta), alloggiata in una valigetta; ma nell'ultimo decennio è stata adottata l'Heckler & Koch 51 in calibro 5,56x45 NATO, versione carabina del H&K MP5. In armeria si trova ancora la Beretta 92 FS, così come la Beretta M12, che però è stata modificata integrando un illuminatore tattico della Surefire.
L'arma bianca nella dotazione individuale è il pugnale "Suppressor GIS" della ditta italiana Extrema Ratio.
La dotazione di fucili a pompa e semiautomatici a canna liscia è quantomai ampia, infatti vengono utilizzati il Franchi SPAS-12, i Benelli M3 e M4 Super 90, nonché il FABARM; questi fucili possono sparare anche un particolare proiettile noto come Demolition, il quale è composto da una polvere di piombo impastata con la cera che è utile nello sfondare le porte non blindate eliminando effetti collaterali all'interno delle abitazioni. Come fucili d'assalto, invece, vengono utilizzati il Colt M4, l'Heckler & Koch 416, lo Steyr AUG, l'Heckler & Koch G36 nella versione KV e C (Compatto), tutti e quattro camerati per il 5,56x45 NATO.
Su tutte queste armi possono essere montati sistemi di assistenza al puntamento, di solito Aimpoint, optronico Eotech o laser e luce integrata Oerlikon.
I tiratori scelti, invece, hanno in dotazione il Barrett M82 per colpire obiettivi a lunga distanza o molto protetti; per obiettivi più morbidi, essi dispongono degli Accuracy International Arctic Warfare in versione P (Police) e S (Suppressed), i Sako TRG-42, lo STONER e i Mauser SP 86. Sono tutti in calibro 7,62x51 NATO, a parte il Barrett che è in calibro .50 BMG e il Sako che è camerato per il .338 Lapua Magnum, più potente del 7,62. Questi fucili di precisione sono integrati con un apparato noto come Syncrofire, il quale permette ai fucili di sparare contemporaneamente dopo che gli sniper hanno inquadrato tutti i loro bersagli; l'apparato è utile in molte circostanze, soprattutto in ambienti come gli aerei, perché così i bersagli vengono eliminati tutti insieme senza che gli ostaggi possano anche solo venire minacciati.
Per quanto riguarda la divisa, quella normalmente utilizzata è blu scuro (ma ne hanno anche di mimetiche e desertiche) costruite in materiali ignifughi ed isolanti e completata con vari rinforzi (ginocchiere, gomitiere, ecc.), diversi tipi di caschi e giubbotti antiproiettili. Per comunicare tra loro utilizzano laringofoni e cuffie. In totale l'equipaggiamento indossato dai GIS in azione si aggira sui 30 chilogrammi.

## Azioni note
Quasi tutte le informazioni sulle attività del gruppo sono riservate (specialmente riguardo operazioni fuori dai confini italiani), tuttavia eccone riportate alcune
- 29 dicembre 1980, carcere di Trani (BT): intervento all'interno del carcere dove si erano asserragliati alcuni esponenti delle Brigate Rosse. Al termine di violenti conflitti a fuoco e lanci di bombe dalle due parti, vengono liberati i 18 agenti di custodia presi in ostaggio. Molti coinvolti nella incursione vengono feriti, ma nessuno viene ucciso nello scontro.[23]
- 25 agosto 1987, Isola d'Elba, carcere di Porto Azzurro (Livorno): 6 detenuti condannati all'ergastolo, tra cui il terrorista nero Mario Tuti, prendono in ostaggio altri undici detenuti, diciassette guardie carcerarie e cinque civili. Secondo le cronache dell'epoca, gli ostaggi vennero liberati dopo trattative con i magistrati,[24] ma il capo dell'epoca dei NOCS, Umberto Improta, rivelò in seguito essersi trattato di una irruzione congiunta di GIS e NOCS tenuta riservata per non influenzare l'iter della legge Gozzini relativa ai benefici carcerari.[25]
- 24 giugno 1989, Oria (Brindisi): Roberto Di Giovanni, giovane di 26 anni già sottoposto a cure presso centri di igiene mentale e le cui condizioni si aggravano dopo la morte della madre, si barrica in casa con una pistola e alcuni fucili da caccia e spara oltre duecento colpi, dapprima sui passanti, poi alle forze dell'ordine intervenute, nel complesso uccidendo una persona e ferendone altre dieci, tra cui quattro carabinieri e un poliziotto. Tutti i tentativi di negoziato sono inutili, in quanto il ragazzo spara su tutto ciò che si muove all'esterno della casa. Arrivata la notte, il nucleo d'assalto dei GIS impiega il gas e irrompe nell'abitazione, arrestando dopo una breve colluttazione il giovane.[26]
- dicembre 1989, San Luca (Reggio Calabria): cattura dell'esponente della 'ndrangheta Strangio, nell'ambito delle attività di indagine sul sequestro di Cesare Casella.
- 17 aprile 1990, Santa Margherita Ligure (Genova): liberazione di Patrizia Tacchella.
- 16 gennaio 1995, Segrate (Milano): liberazione di Raffaele Alessi.
- 9 maggio 1997, Venezia: liberazione del Campanile di San Marco da sedicenti militanti della Repubblica di Venezia, definiti dai mass media Serenissimi, che avevano raggiunto Piazza San Marco con un finto blindato e un camper.
- 18 dicembre 1999, Isola di Alicudi (Messina): operazione antidroga in mare.
- 7 giugno 2000, Torino: liberazione di Rosa Laura Spadafora.
- 10 giugno 2000, Torre Annunziata (Napoli): cattura del latitante camorrista Ferdinando Cesarano
- 30 novembre 2002, Ostia (Roma): cattura del pericoloso latitante tunisino Faid Isa Kamalfa, asserragliato in una villetta.
- 14 marzo 2005, Corato, Bari: Un arsenale, utilizzato probabilmente da una banda specializzata negli assalti ai furgoni portavalori, è stato sequestrato dai Carabinieri. Il Gruppo di Intervento Speciale ha fatto irruzione in un casolare di campagna dove si trovavano sei persone di cui un latitante, tutte originarie della Calabria e con precedenti per rapina, armi, droga ed estorsioni. I militari hanno trovato dieci kalashnikov, munizioni, giubbotti antiproiettile, tute mimetiche, lampeggianti utilizzati a bordo dei furgoni portavalori. Nelle vicinanze erano parcheggiate alcune auto di grossa cilindrata rubate. Durante l'operazione uno dei sei malviventi ha accennato un tentativo di reazione prontamente bloccato.[27]
- 28 giugno 2005, Bogogno, Novara: irruzione notturna per catturare Angelo Sacco, che nella giornata precedente aveva ucciso a colpi di fucile 3 persone e ferite altre 8.
- febbraio 2006, sicurezza durante le olimpiadi invernali di Torino
- 22 agosto 2008, operazione antidroga a Poggiomarino (Napoli) contro i narcotrafficanti della camorra. Sequestrati 100 chili di cocaina purissima.
- 18 luglio 2009, frazione Bosco di Nanto, Vicenza: irruzione per catturare Battista Zanellato, 84 anni, che, asserragliato nella propria abitazione, aveva poche ore prima ucciso un ufficiale dei Carabinieri con un colpo di fucile.[28]
- 1º ottobre 2009, Napoli: irruzione per catturare il boss latitante Ciro Nappo, di 34 anni, ritenuto reggente del clan camorristico Gionta di Torre Annunziata. La fulminea irruzione delle forze speciali nella casa del latitante di fronte a Palazzo Fienga, roccaforte del clan, ha permesso di mettere in sicurezza l'area prima di procedere alla cattura in una situazione potenzialmente pericolosa. I pensili della cucina di Nappo nascondevano una parete in apparenza piastrellata ma che si apriva, portando in un locale segreto ove l'uomo si ritirava durante le ricerche delle forze dell'ordine.
- 6 novembre 2009, Città di Castello: irruzione per catturare un cittadino sudafricano, che poche ore prima aveva assassinato a colpi di pistola un uomo di origine polacca. Durante l'irruzione uno dei carabinieri del GIS è rimasto lievemente ferito al viso da una scheggia.
- 10 dicembre 2009, Mestre: irruzione per liberare un cittadino cinese che risultava essere scomparso nel mantovano da due giorni. L'immigrato era stato rapito da una banda di connazionali: infatti in sei sono stati trovati in un appartamento a Mestre, in via Piave.
- 29 maggio 2010, Comacchio: irruzione per catturare Mario Cavalieri, asserragliato in casa. Nella giornata precedente aveva preso a pugni una vigilessa, e poco dopo si è chiuso respingendo le trattative delle forze dell'ordine. Dopo quasi trenta ore di assedio alla casa di via Spina a Comacchio, Mario Cavalieri, che era barricato nella camera da letto, si è arreso alle 16:45 ai carabinieri del GIS, che hanno sfondato la porta della camera e lo hanno bloccato.
- 23 ottobre 2010, Agrigento: irruzione per catturare il boss della mafia Gerlandino Messina, ricercato dal 1999 per associazione di tipo mafioso e vari omicidi. Al momento dell irruzione il boss era in possesso di due pistole, cariche e pronte all'uso.
- 30 giugno 2011, Collegno (TO): irruzione nell'appartamento di Santo Guglielmino (85 anni), dopo che questi si era barricato in casa per 15 ore, tenendo in ostaggio la convivente Rosa Colusso, un'anziana di 86 anni affetta da demenza senile e sulla sedia a rotelle. Prima dell'intervento l'uomo ha ucciso la compagna e dopo aver sparato due colpi fuori dall'appartamento, si è suicidato.[29]
- 7 dicembre 2011, Vandoies di Sopra (BZ): irruzione nel maso-villetta di Erwin Heinrich Purer, per arrestare il "re delle evasioni" Max Leitner.[30]
- 3 maggio 2012, Romano di Lombardia, nella Bergamasca: Un uomo armato si barrica nella sede dell'Agenzia delle entrate prendendo in ostaggio alcune persone presenti nell'ufficio. Dopo 30 minuti l'uomo rilascia tutti gli ostaggi tranne uno. Alle 17:30 i GIS arrivano sul luogo e nelle ore successive l'irruzione sembra quasi imminente, ma intorno alle 20:30 l'ultimo ostaggio viene liberato grazie alla mediazione di un carabiniere all'interno e dei negoziatori del GIS.[31]
- 2 novembre 2013, Costa di Rovigo: con un'irruzione notturna durata poco più di 3 minuti, i carabinieri del Gruppo d'intervento speciale hanno fatto irruzione nella casa di Costa di Rovigo e immobilizzato le tre persone, due uomini e una donna, che per 33 ore si erano asserragliate minacciando di dar fuoco allo stabile. A nulla erano valse le trattative, iniziate il pomeriggio prima, di un negoziatore per far riportare alla ragione i tre, due fratelli e una loro dipendente. La dinamica ha visto impegnate 2 squadre del GIS (15 uomini circa), all'una di notte è scattata l'incursione, le squadre si sono calate dal tetto, hanno infranto le finestre del casolare, lanciato granate stordenti e lacrimogene e arrestato i tre sospetti[32][33].
- 9 febbraio 2014, Inveruno, nel Milanese: con un blitz in piena notte i Carabinieri del GIS assieme ai colleghi del Nucleo Investigativo di Varese e del ROS catturano Domenico Cutrì, boss della 'Ndrangheta condannato in Appello all'ergastolo per omicidio ed evaso 5 giorni prima a Gallarate, mentre lo stavano scortando all'interno del tribunale. Il 3 febbraio, appunto, un'auto si era avvicinata ad un blindato della Polizia Penitenziaria, dal quale stava scendendo Cutrì e, ad armi puntate, il commando è riuscito a farselo consegnare dagli agenti, ne è scaturito un conflitto a fuoco con questi ultimi dove ha perso la vita un membro del commando. Le indagini coordinate in tutto il Varesotto e nell'Alto Milanese hanno portato all'identificazione e alla cattura di tutti i membri accertati del gruppo. Il covo di Cutrì è stato individuato l'8 febbraio in un immobile in ristrutturazione a Inveruno, città natale. Così, nella notte tra l'8 e il 9 febbraio, alle 2:35, il GIS ha fatto irruzione nel covo, catturando Cutrì e un altro complice che lo ospitava. Dall'entrata nello stabile alla messa in arresto sono trascorsi 8 secondi.
- 3 maggio 2018, Qualiano, nel napoletano: con un'incursione notturna, i Carabinieri del GIS hanno fatto irruzione in una casa di Qualiano e hanno catturato Pasquale De Falco. L’uomo, dopo aver ucciso la madre, si era barricato in casa ed è stato tratto in arresto dopo 10 ore di trattative.
- 27 novembre 2018, Mugnano di Napoli: i Carabinieri del GIS hanno contribuito all'arresto di Antonio Orlando, ritenuto il reggente del clan camorristico degli "Orlando-Nuvoletta-Polverino". Orlando, inserito nell'elenco dei ricercati più pericolosi d'Italia, era latitante da 15 anni.
- 13 giugno 2021, Ardea, Roma: un uomo sulla trentina in grave stato confusionale esce dalla porta della propria abitazione armato di pistola uccidendo un passante in bicicletta e ferendo gravemente due bambini, figli del vicino (moriranno entrambi pochi minuti dopo). Con l'arrivo dei primi soccorsi e delle prime pattuglie dei Carabinieri l'uomo decide di barricarsi in casa. Dopo avere evacuato la zona, i CC locali richiedono l'intervento dei Carabinieri del GIS. Le teste di cuoio, giunte sul posto, si preparano per un assalto che non avrà mai luogo in quanto l'uomo deciderà di suicidarsi all'interno dell'abitazione stessa, dopo circa 3 ore di resistenza alle forze dell'ordine.
- 28 ottobre 2022, Asso: Antonio Milia, brigadiere presso la locale Stazione dei Carabinieri, rientrato in servizio dopo un periodo di convalescenza per problemi psichiatrici, uccide con la propria arma d'ordinanza il comandante del reparto e si barrica in caserma, dove peraltro sono rimaste alcune persone (colleghi e i loro familiari). Dopo una notte di trattative infruttuose interviene il GIS che, grazie all'ausilio di un'unità cinofila, riesce a neutralizzare ed arrestare l'uomo. Nel corso dell'azione un operatore riporta lievi ferite, subito curate dai sanitari presenti sul posto.
- 16 gennaio 2023, Palermo: il GIS partecipa, congiuntamente agli uomini del ROS e della Legione Carabinieri Sicilia, alla cattura del noto latitante Matteo Messina Denaro.
- 18 agosto 2024, San Candido: i Carabinieri del GIS intervengono per catturare Ewald Kühbacher. L'uomo, dopo aver ucciso due persone, si era asserragliato in un appartamento. Nel corso dell'intervento, l'uomo si è sparato un colpo di arma da fuoco che ne ha provocato la morte.
- 19 maggio 2025, uomini del GIS, 1º Reggimento carabinieri paracadutisti "Tuscania", Squadroni Eliportati "Cacciatori Sardegna e Sicilia", Nuclei Elicotteri di Pisa ed Elmas, SOS dei Battaglioni Toscana e Sardegna, Nucleo Cinofili di Firenze, per un totale di oltre 300 Carabinieri, arrestano nelle province di Nuoro, Pisa e Bologna 11 soggetti, tutti di origini sarda e di età compresa tra i 33 e i 54 anni, ritenuti responsabili del cruento assalto a due furgoni portavalori avvenuto il 28 marzo 2025 in pieno giorno sulla SS1 Aurelia nel comune di San Vincenzo, all'esito del quale il "commando" armato si è impossessato di circa 3.000.000 di euro, dandosi alla fuga.[34].

### Operazioni all'estero
Queste alcune operazioni note in teatri esteri:
- Durante gli anni novanta nei Balcani presero parte a diverse operazioni antiterrorismo tra cui la cattura di importanti criminali di guerra.
- Il 5 aprile del 1999 in Libia il GIS prese in custodia i due attentatori accusati del disastro del volo Volo Pan Am 103 per conto della corte dell'Aia e li consegnarono alla polizia scozzese.
- 18 aprile 2002, Kabul, Afghanistan: Scorta all'ex re afgano Mohammed Zahir Shah che rientra in patria.
- Il 21 dicembre 2011, furono presi in ostaggio 22 uomini a bordo della Savyna Caylin al largo delle coste dell'India, il governo italiano dichiarò poi di aver pagato un riscatto per la liberazione degli ostaggi ma secondo alcune fonti furono liberati in un'operazione congiunta del GOI ed elementi del GIS.
- 7 - 9 gennaio 2015: Parigi, collaborazione con polizia francese e protezione di luoghi simbolo a seguito dell'attentato alla sede di Charlie Hebdo.
- In Afghanistan, gli uomini del G.I.S. fecero parte della Task Force 45, prendendo parte anche all'operazione che portò alla liberazione di 31 ostaggi nella sede della Esko International ad Herat.
- Protezione dell'ambasciata italiana a Kiev e partecipazione alle indagini sui crimini di guerra della Corte penale internazionale dell'Aia per il conflitto russo-ucraino[35].
- In Niger il GIS prende parte alla Operazione MISIN (2018-in corso) insieme al 185° RRAO dell'esercito e al 4° RANGER al SOTG (Special Operations Task Group) "Victor", gli operatori conducono attività di Assistenza Militare e Ricognizione Speciale a favore del Gruppo di Intervento e Sicurezza (GIS) della Guardia Nazionale della Repubblica del Niger (GNN) ed a favore delle Forze Speciali del COS (Commandement des Opérations Spéciales) nigerino.

## Nella cultura di massa

### Film
Il GIS è apparso nel film di Ron Howard Angeli e demoni, dove l'unità compie un blitz dentro Castel Sant'Angelo per trovare l'ordigno a base di antimateria.
Nel film Alex l'ariete, Alberto Tomba interpreta un membro del GIS.

### Libri e fumetti
Nel romanzo Rainbow Six, di Tom Clancy, i GIS e altri operatori dei Carabinieri fanno parte di una organizzazione internazionale antiterrorismo.
Nel fumetto Marvel Comics Europa vol. 1 0 e vol. 1 1, il supereroe italiano Argento (Michele Argento), faceva parte del G.I.S.

### Videogiochi
Nei videogiochi Rainbow Six, Rainbow Six: Rogue Spear e Rainbow Six 3: Raven Shield è presente "Antonio Maldini", un operatore proveniente dai GIS.
Nel videogioco Tom Clancy's Rainbow Six: Siege sono presenti due operatori appartenenti al GIS, chiamati Maestro (Adriano Martello) e Alibi (Aria de Luca).
Nel videogioco Rainbow Six: Extraction è nuovamente presente l'operatore "Alibi".